# Borda de Viles
La Borda de Viles és una borda del terme municipal de la Torre de Cabdella, a l'antic terme de la Pobleta de Bellveí, al Pallars Jussà.
Està situada al sud-oest del poble de Castell-estaó, al sud-est de la Borda de Benet. És a l'extrem sud-est dels Clots de la Móra.
Actualment (2010) és en ruïnes.